# Ломбарди, Пьетро
Пьетро Ломбарди (итал. Pietro Lombardi; 6 июня 1922, Бари, Италия — 5 октября 2011, там же) — итальянский борец классического (греко-римского) стиля, олимпийский чемпион Игр в Лондоне (1948).

## Спортивная карьера
В 1938 г. начал свою борцовскую карьеру под руководством тренеров Пьетро Счианниманико и Фердинандо Лапалорчиа, став одним из лучших итальянских борцов греко-римского стиля в лёгком весе. 19 июля 1942 г. в матче против сборной Германии он выиграл свой первый международный поединок.
В 1947 г. он стал седьмым на европейском первенстве в Праге. Однако уже через год на летних Олимпийских играх в Лондоне (1948) спортсмен предстал перед публикой совершенно иным, выиграв все пять схваток, он выиграл золотую медаль. На первом послевоенном первенстве мира в Стокгольме (1950) стал бронзовым призёром, однако на своей второй Олимпиаде в Хельсинки (1952) в третьем круге уступил советскому борцу Артему Теряну и стал только восьмым. В возрасте 33 лет спортсмен сумел отобраться на мировое первенство в немецком Карлсруэ (1955), на котором завоевал бронзовую медаль.
Ломбарди — 6-кратный чемпион Италии по греко-римской борьбе (1946—1950 и 1952), трёхкратный победитель национального первенства по вольной борьбе (1947, 1949 и 1951).